# BBC Nyon
O Basket Ball Club Nyon é um clube profissional de basquetebol sediado na cidade de Nyon, Suíça que atualmente disputa a SB League. Foi fundado em 1991 e manda seus jogos nas Centre sportif du Rocher com capacidade para 1.500 espectadores.

## Temporadas
| Temporada | Nível | Liga | Pos.              | TR                | PL                | Pós Temporada     |
| --------- | ----- | ---- | ----------------- | ----------------- | ----------------- | ----------------- |
| 2015-16   | 2     | NLB  | 1                 | 20-2              | 3-2               | Semifinais        |
| 2016-17   | 2     | NLB  | 3                 | 14-7              | 6-3               | Finalista         |
| 2017-18   | 2     | NLB  | 1                 | 18-2              | 6-3               | Finalista         |
| 2018-19   | 2     | NLB  | 1                 | 16-2              | 7-0               | Campeão           |
| 2019-20   | 1     | SLB  | Pandemia Covid-19 | Pandemia Covid-19 | Pandemia Covid-19 |                   |
| 2020-21   | 1     | SLB  | 9                 | 2-22              | 0                 |                   |
| 2021-22   | 1     | SLB  | 6º                | 12-15             | 1-3               | Quartas de finais |
| 2022-23   | 1     | SLB  | 6º                | 12-18             | 0-3               | Quartas de finais |
| 2023-24   | 1     | SLB  | 8º                | 10-17             | 0-3               | Quartas de finais |
| 2024-25   | 1     | SLB  | 4º                | 11-13             | 0-3               | Quartas de finais |
| 2025-26   | 1     | SLB  |                   |                   |                   |                   |

fonte:eurobasket.com